# Cantonul Figari
Cantonul Figari este un canton din arondismentul Sartène, departamentul Corse-du-Sud, regiunea Corsica, Franța.

## Comune
| Comune                | Populație (1999) | Cod poștal | Cod INSEE |
| --------------------- | ---------------- | ---------- | --------- |
| Figari                | 1.392            | 20114      | 2A114     |
| Monacia-d'Aullène     | 467              | 20171      | 2A163     |
| Pianotolli-Caldarello | 934              | 20131      | 2A215     |
| Sotta                 | 1.104            | 20146      | 2A288     |